# Cầu Bến Thủy

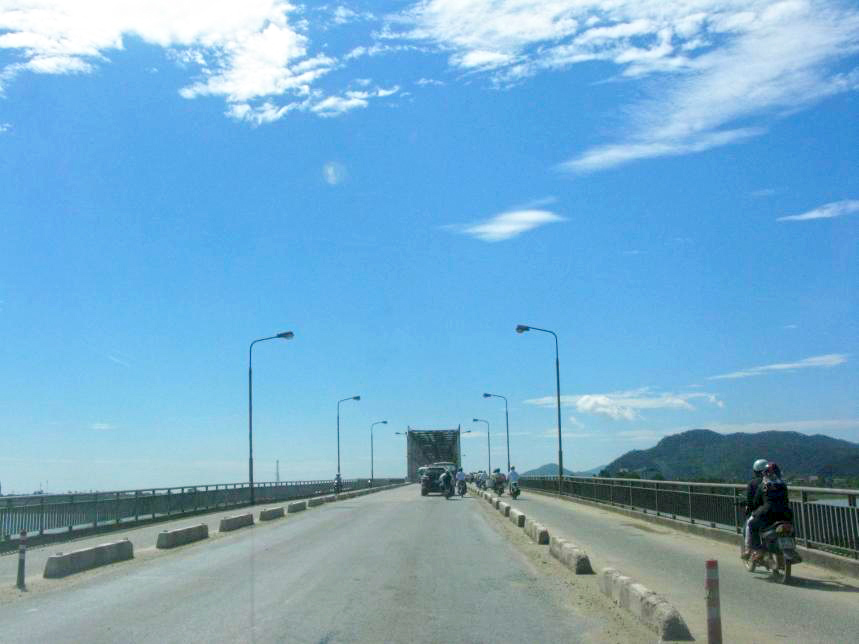
Cầu Bến Thủy

Cầu Bến Thủy (còn được gọi là cầu Bến Thủy I) là một cây cầu bắc qua sông Lam, nối liền thành phố Vinh của tỉnh Nghệ An và huyện Nghi Xuân của tỉnh Hà Tĩnh, Việt Nam.
Cầu Bến Thủy có chiều dài 630,5 m với 13 nhịp. Cầu được xây dựng theo công nghệ cũ với kết cấu dàn thép, được khánh thành vào ngày 19 tháng 5 năm 1990. Từ khi được đưa vào sử dụng cho đến này, cầu đã trải qua nhiều đợt sửa chữa, nâng cấp.
Trước khi cầu được xây dựng, giao thông hai bờ chủ yếu được kết nối qua các chuyến phà và một cây cầu phao.
Hiện tại hướng tuyến của Quốc lộ 1 mới đã chuyển sang cầu Bến Thủy II, vì vậy cầu Bến Thủy I được xem là 1 phần của Quốc lộ 1 cũ.